# Цешинець
Цешинець (пол. Cieszyniec, нім. Teschenwalde) — село в Польщі, у гміні Ґодково Ельблонзького повіту Вармінсько-Мазурського воєводства.
У 1975-1998 роках село належало до Ельблонзького воєводства.